# Nikola Majnarić (liječnik)
Nikola Majnarić (Varaždin, 25. listopada 1929. – Varaždin, 15. studenog 2015.) - hrvatski liječnik, ortoped, specijalni kirurg, primarijus, profesor, sportski liječnik, ravnatelj Zdravstvene djelatnosti za ortopedska oboljenaj Medicinskog centra Varaždin.

## Rani život i obrazovanje
Rodio se u Varaždinu u obitelji dr. Romana Majnarića i Grete Majnarić. Pohađao je osnovnu školu „Kraljica Marija“ u Varaždinu. Nakon završetka srednje škole upisuje Medicinski fakultet u Zagrebu. Diplomirao je 1955. godine. Odlazi na odsluženje vojnog roka u Beograd, a 1956. godine je premješten u Pulu u mornaricu. Nakon završenog fakulteta u Zagrebu i odsluženja vojnog roka radio je 1956. – 1957. u bolnici Rovinj. Vraća se nakon toga u Varaždin. 

## Karijera
Odlazi u Beč i tamo boravi od 5. lipnja do 9. kolovoza 1958. Zatim odlazi u Pariz i tamo je od 10. kolovoza do 13. kolovoza 1958. godine, te iz Pariza leti zrakoplovom i odlazi u New York. Zapošljava se kao liječnik u bolnici „Orange“ u Newarku i tamo radi do kraja 1961. godine.
Nakon toga 1962. godine odlazi u Charlotte, Sjeverna Karolina. U lipnju 1962. odlazi u Kent, Connecticut. Diplomu je nostrificirao na Sveučilištu Duke u Durhamu, Sjeverna Karolina. Specijalizaciju ortopedske kirurgije i traumatologije završio je u: Lovranu, Rovinju, Newarku (New York), u „Charlotte Memorial Hospital” Sjeverna Karolina i u Zagrebu 1963. godine.
U New York se vraća 1963. godine. U New Yorku susreće umjetnika Salvadora Dalija i glumca Melvyna Douglasa, koji je glumio u filmu Ninočka s Gretom Garbo. Krajem 1963. godine vraća se u Varaždin.
1964. godine odlazi u Celje u Sloveniji. U Celju živi i radi u bolnici od 1964. do 1969. godine. 1965. godine odlazi u London na stručno usavršavanje iz ortopedije. 1969. godine u Celju dodijeljen mu je naziv Primarijus. 1969. godine putovao je vlakom iz Zagreba do Lenjingrada u Rusiji na stručni kongres ortopeda. Sudjelovao je još na kongresima ortopeda u: Beču 1963. godine, Vrnjačka Banja 1967., Pragu 1969. godine, u Dubrovniku 1970. godine, Beogradu 1970.  i Tjentištu. 
Vraća se u Varaždin. Zapošljava se na varaždinskoj ortopediji. 1972. godine ženi se Tatjanom Radonjić, nastavnicom klavira i s njom ima dva sina.
1978. godine odlazi u Kyoto u Japanu na  „Sicott“ - Svjetski kongres ortopeda. Tom prilikom još posjećuje: Tokio, Osaku, Hong Kong, Bangkok, New Delhi, Taj Mahal i Rajastan. 
Prije odlaska u mirovinu radio je još osam godina od 1980. do 1988. godine na Medicinskoj školi u Varaždinu kao profesor anatomije.
Godine 1986. godine s mlađim sinom odlazi na tri mjeseca u Sjevernu Ameriku. Obišli su autobusom „Greyhound“: Detroit, Nijagarine slapove, Ann Arbor, Chicago, Los Angeles, Hollywood, Flagstaff, Gallup, Cherryville, Washington D.C. i New York. Proveli su tom prilikom neko vrijeme kod spisateljice, ekologinje i fotografkinje Anne LaBastille.
Strast su mu bila putovanja. Omiljene destinacije su mu bile: Njemačka, Švicarska, Nizozemska, Australija dva puta, Sjeverna Amerika više od desetak puta, Brazil, Tunis, Ravna gora, Pokojec, Dobrna u Sloveniji, Šolta, Crikvenica, otok Rivanj kod Zadra.
Osnivatelj je prvih samostalnih ortopedskih odjela, prvo tijekom rada u bolnici u Celju, a zatim i u bolnici u rodnom Varaždinu. Radio je i kao brodski liječnik, obišao je tom prilikom cijeli Mediteran, te plovio brodom preko Atlantskog oceana do Brazila, Argentine, Jamajke i Haitija. Govorio je pet stranih jezika. Bio je suradnik časopisa "Priroda". Objavio je šest znanstvenih i stručnih radova.
Svirao je klavir, harmoniku i orgulje. U mladosti je bio bonvivan i playboy, u njegovom dnevniku nađen je popis s imenima 125 djevojaka s kojima je bio od 1948. do 1962. godine, bavio se nogometom, igrao je hokej na ledu za hokejaški klub "Tekstilac" iz Varaždina, bio je kolekcionar, skupljao je poštanske marke, stare razglednice, umjetnička djela, slike, knjige i autograme poznatih ličnosti koje je osobno sreo (Salvador Dali,  Melvyn Douglas, Yehudi Menuhin, Vladimir Becić, Ivo Pogorelić, Martha Eggerth, Lovro Matačić, Jan Kiepura...). 
Bio je član Matice Hrvatske, Hrvatskog planinarskog saveza, Hrvatskog lovačkog saveza, Hrvatske stranke prava i Hrvatskog kinološkog saveza. 

## Nagrade
Dobio je javno priznanje i plaketu Grada Varaždina za postignuća na području kulture.
Dobio je diplomu Ortopeda Jugoslavije.